# 达希柴隆寺
达希柴隆寺（羅馬化：Dashchoilin Khiid）是蒙古国乌兰巴托的一座藏传佛教寺院。

## 历史

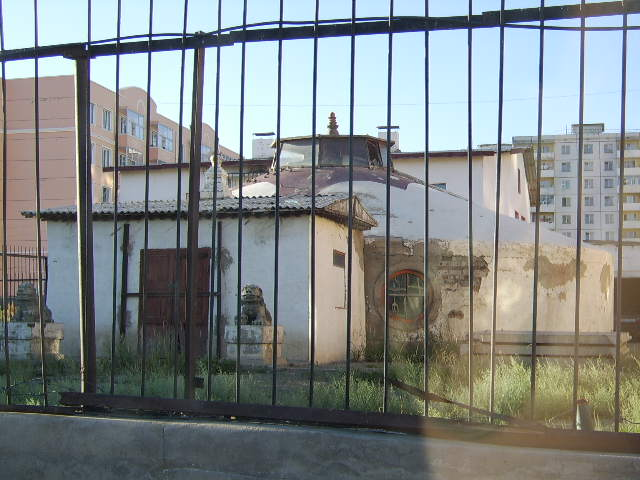
达希柴隆寺。当时蒙古包尚未涂上橙色及棕色。

该寺始建于1890年，但在1930年代末被摧毁。21世纪初，该寺部分获得重建，现在的位置已不是1890年的老寺址，而是位于三个巨大的混凝土蒙古包内，它们原先是蒙古国家马戏团的一部分。有扩建寺院的计划，其中包括修建一座六层高的建筑，以容纳17米高的弥勒佛雕像。到目前为止，只有为该雕像捐赠的108颗念珠已存在，它们来自日本的僧侣（每颗念珠重45.5公斤，是世界上最大的念珠）。
该寺在21世纪初有约100名喇嘛。

## 建筑
该寺建筑现在位于三个大混凝土蒙古包内。现在蒙古包顶部均已涂上橙色或棕色。
三座蒙古包中最大的一座名叫“埃克赫达吉尼盟蒙古包独贡”（Ekh Daginy aimgiin ger dugan），是一座大型木制蒙古包式庙宇，建于1903年。后来曾被国家马戏团占用。该建筑19米宽，6米高，房顶由七根柱子支撑，可容纳300人集会。该建筑旁边，还有两座较小的蒙古包。

## 参考文献

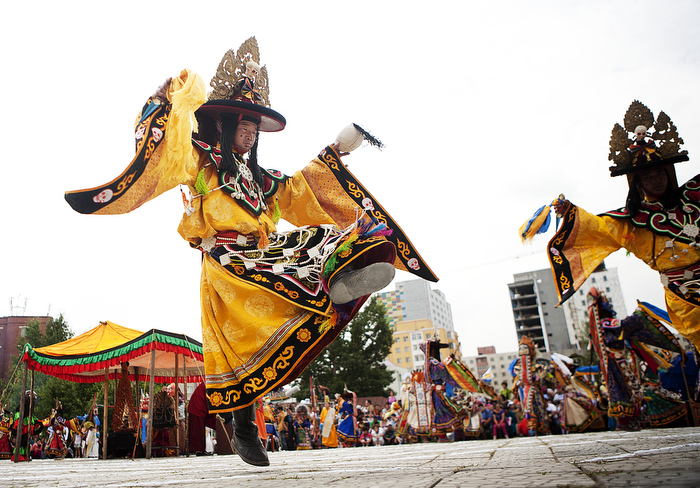
2012年，达希柴隆寺的僧人正在跳查玛舞
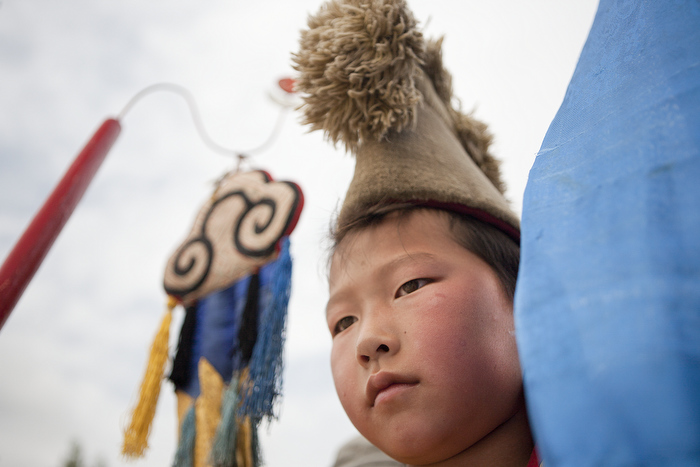
2012年，达希柴隆寺的一位小僧人正在参加查玛舞仪式